# Иван Видосављевић
Иван Видосављевић (Ћуприја, 1972) српски је позоришни глумац.

## Биографија
Рођен 25. новембра 1972. године у Ћуприји. Дипломирао глуму на Академији уметности БК у Београду у класи Предрага Ејдуса. Стални је члан глумачког ансамбла Књажевско-српског театра у Крагујевцу. Остварио улоге у играно-документарном филму Жућко, прича о Радивоју Кораћу и у ТВ серијама Село гори, а баба се чешља, Равна Гора, Корени, Породица и Ургентни центар. Професионално наступа и као бубњар.

## Улоге
У Књажевско-српском театру остварио следеће улоге:
- Грегорио (В. Шекспир, Ромео и Јулија),
- Бубњар (Л. Андрејев/А. Червински/С. Бекет, Реквијем),
- Поштар (С. Мрожек, На пучини),
- Есхил, Седам, копродукција са Академским камерним хором „Лицеум“ из Крагујевца,
- Цариник (Ђ. Милосављевић, Контумац или Берман и Јелена),
- Аксентије Иванович (Гогољ, Дневник једног лудака, монодрама),
- Милан (П. Михајловић, Писати скалпелом),
- Секула и Капетан Мишковић (М. Црњански, Сеобе),
- Нићифор (Д. Поповић, Конак у Крагујевцу),
- Стјуард (Џ. Дјукс, П. Мид и Д. Парнел, Теза),
- Јова поп-Арсин (Б. Нушић, Госпођа министарка),
- Цек (М. Флајсер, Пионири у Инглоштату),
- Војник и Џими (Х. Пинтер/Х. Милер/Платон, Клуб Нови светски поредак),
- Први Борчанин, Капетан брода, Добрњац, Теодор Хербез (Ђ. Милосављевић, Ђаво и мала госпођа),
- Ансамбл (Н. Брадић, Ноћ у кафани Титаник),
- Гарет (Р. Бин, Један човек, двојица газда),
- Поротник 2 (Р. Роуз, Дванаесторица гневних људи, копродукција са Босанским народним позориштем из Зенице и Казалиштем Вировитица),
- Жељко (С. Синклер и Е. Мекартен, До голе коже),
- Артур ‘Бу’ Редли (Х. Ли, Убити птицу ругалицу),
- Михаило Срећковић (Г. Марковић, Зелени зраци),
- Дворанин (В. Шекспир, Сан летње ноћи),
- Муниша (Н. Савић, Опет плаче, ал’ сад од среће),
- Телегин (А. П. Чехов, Ујка Вања),
- Војислав (Р. Тишма, Четири брата),
- Човек (отац/муж/син) (П. Михајловић, Двеста,
- Јон (Ј. Вујић, Негри),
- Анте Портас (В. Стојановић, Воћни дан)
- Боби Моди (Р. Куни, Бриши од своје жене),
- Артемије Филипович Земљаника (Н. В. Гогољ, Ревизор)
- Г. генерални директор Домаћински / Пуковник Весовић (М. Крлежа, На рубу памети)
- Арган (Ж. Б.П. Молијер, Уображени болесник)

## Улоге у другим позориштима
- Народно позориште у Београду (С. Жикић, Последња битка),
- Београдско драмско позориште (С. Стојановић, Велики дан),
- Позориште „Бошко Буха“ (С. Копривица, Кад порастеш, бићеш ја; М. Витезовић, Принц Растко – монах Сава; И. Бојовић, Царев заточеник; С. Копривица, Лепотица и звер; И. Бојовић, Мачак у чизмама; Толкин, Хобит), Позоришта Дадов (Ф. Диренмат, Физичари),
- Позориште на Теразијама (В. Шекспир, Хамлет),
- Атеље 212 (Б. Брехт, Опера за три гроша),
- Позориште за децу у Крагујевцу (Б. Милићевић, Материна маза).

## Награде
- Награда за најбољег глумца (Монодрама Дневник једног лудака)– Међународни фестивал монодраме „Гала Стар“, Бакау, Румунија.
- Награда за најбољег глумца „Штефан Јордаке“ (Монодрама Дневник једног лудака) – Међународни фестивал монодраме „Гала Стар“, Бакау, Румунија.
- Награда за најбољу мушку улогу (Монодрама Дневник једног лудака) – Међународни фестивал нове позоришне акције НЕТА, Враца, Бугарска.
- Награда за најбољег глумца (Монодрама Дневник једног лудака) на Међународном фестивалу монодраме АЛБАМОНО у граду Корча у Албанији.
- Монодрама Дневник једног лудака је добила Награду за најбољу представу Међународног фестивала монодраме АЛБАМОНО у граду Корча у Албанији.[4]
- За улогу Мунише у представи Опет плаче, ал’сад од среће награђен је на Фестивалу малих сцена „Ристо Шишков“ у Струмици 2017. године.
- Проглашен је лауреатом првог степена и награђен за најбољу мушку улогу на Међународном фестивалу Цео свет театар у Нижњем Новгороду у Русији за остварење у представи Дневник једног лудака, 2023.
- Награђен је и као део ансамбла Наградом за колективну игру (Клуб Нови светски поредак) на Међународном позоришном фестивалу ЈоакимФест у Крагујевцу 2009. године.
- Годишње награде добио је за улогу Аксентија Ивановича (Монодрама Дневник једног лудака) и
- као члан ансамбла представе Четири брата.[5] (колективну Годишњу награду Књажевско-српског театра 2019.).